# Pieve di San Silvestro (Barberino del Mugello)
La pieve di San Silvestro si trova nel comune di Barberino di Mugello.

## Storia e descrizione
La parrocchia è documentata fino dal 1353 . L'attuale edificio risale al 1641 ed è stato oggetto di restauri e di radicali modifiche tra il 1812 e il 1822; a questo momento risale il portico che precede la facciata, con colonne di gusto neoclassico.
All'interno si conserva un dipinto su tavola raffigurante Gesù Crocifisso tra i santi Pietro, Sebastiano, Andrea, Zanobi e Maria Maddalena e col canonico Pandolfo Cattani, commissionato a Bartolomeo di Giovanni dal canonico di Santa Maria del Fiore a Firenze per la Chiesa di Sant'Andrea a Camoggiano. Colpito dall'alluvione del 1966 mentre si trovava a Firenze in attesa di restauro, il dipinto ritrovò la sua qualità dopo un restauro durato quasi trent'anni, permettendo di apprezzare la piena ed intensa cromia del pittore, collaboratore del Ghirlandaio, ma influenzato anche da Filippino Lippi.
L'organo, dall'elegante prospetto in legno intagliato di tipo rinascimentale, proveniente dalla Chiesa di Orsanmichele a Firenze e qui collocato nel 1935.